# Station Ménil-Flin
Station Ménil-Flin is een spoorwegstation in de Franse gemeente Flin.